# Niphargus fontanus
Espèce
Niphargus fontanus est une espèce de crustacés de la famille des Niphargidae. C'est une espèce cavernicole.

## Écologie
Selon l'entomologiste Pierre Jauffret, cet amphipode pourrait être consommé par Siettitia balsetensis.

## Distribution
En Belgique on trouve cette espèce à la grotte du Pré-au-Tonneau, à la grotte Lyell, aux grottes de Remouchamps et à la grotte de Han.

## Description
L'animal est décrit par Charles Spence Bate en 1859, dans une description trop courte et accompagnée de deux dessins. Ainsi en 1980, un lectotype est choisi, parmi les deux syntypes utilisés par Bate, pour reconstruire une description plus précise.